# Radamel Falcao
Radamel Falcao García Zárate (Santa Marta, 10 febbraio 1986) è un calciatore colombiano, attaccante svincolato.
È stato inserito per tre volte tra i candidati alla vittoria del Pallone d'oro (2012, 2013, 2017), arrivando a ricoprire nel 2012 la quinta posizione alle spalle di Messi, Cristiano Ronaldo, Iniesta e Xavi. È inoltre il giocatore che ha messo a segno più reti nell'arco di una sola stagione in un torneo europeo a pari merito con Cristiano Ronaldo, avendo realizzato con la maglia del Porto nell'Europa League 2010-2011 17 reti, di cui una nella finale contro i connazionali del Braga. Nello stesso anno è stato classificato dalla UEFA il quinto miglior giocatore alle spalle di Lionel Messi, Cristiano Ronaldo, Xavi Hernandez e Andrés Iniesta. Nel 2012 è stato incluso, per la seconda volta consecutiva, tra i dieci migliori giocatori della stagione in Europa (UEFA Men's Player of the Year Award) e sempre nello stesso anno è stato classificato come il terzo miglior giocatore della stagione dal giornale francese Onze Mondial e miglior calciatore dell'anno secondo il Globe Soccer Awards. Nel gennaio 2013, è stato inserito nella FIFA FIFPro World XI 2012, un riconoscimento annuale nel quale vengono inseriti 11 giocatori che formano la squadra ideale dell'anno (un portiere, 4 difensori, 3 centrocampisti e 3 attaccanti).
Nel corso della sua carriera ha vestito le maglie di River Plate, Porto, Atletico Madrid, Monaco, Manchester United, Chelsea, Galatasaray, Rayo Vallecano e Millonarios, vincendo un campionato argentino (2008), un campionato portoghese (2010-2011), due Coppe di Portogallo (2009-2010, 2010-2011), tre Supercoppe portoghesi (2009, 2010, 2011), una Coppa di Spagna (2012-2013), un campionato francese (2016-2017), due UEFA Europa League (2010-2011, 2011-2012) e una Supercoppa UEFA (2012).
Con la nazionale colombiana ha giocato tre Coppe America (2011, 2015, 2019) e un Mondiale (2018). Con 36 reti realizzate in 104 presenze, è il miglior marcatore nella storia della selezione colombiana.

## Biografia
È figlio di Radamel García, ex calciatore colombiano di ruolo difensore, che gli ha dato come secondo nome Falcao in onore dell'ex calciatore brasiliano Paulo Roberto Falcão. È sposato con Lorelei Taron, dal loro matrimonio sono nati cinque figli: due maschi (Dominique e Jedidiah) e tre femmine (Desiree, Annette e Heaven).
È un cristiano praticante e fa parte dei gruppi Locos Por Jesus e Atletas de Cristo.

## Caratteristiche tecniche
Soprannominato El Tigre (in italiano, "Il tigre"), è considerato uno dei migliori attaccanti della sua generazione nonché uno dei più forti giocatori colombiani di tutti i tempi. Si tratta di una prima punta molto tecnica, capace di insaccare la rete calciando bene con entrambi i piedi, essendo dotato di un gran tiro sia potente che preciso; si è reso protagonista di numerosi gol di pregevole fattura, sia di potenza che di fino, oltre quelli più caratteristici da vero rapace d’area. Inoltre è un ottimo rigorista.
Centravanti ritenuto tra i più valenti al mondo essendo dotato di un innato senso del gol. Nel suo repertorio rientrano anche colpo di testa, tramite il quale ha realizzato diverse reti, oltre alla freddezza sotto porta. È abile anche nel dribbling.

## Carriera

### Club

#### Lanceros e River Plate
Debuttò a livello professionistico nella seconda divisione colombiana nel 1999, giocando con il Lanceros (allora Lanceros Fair Play): la sua prima partita fu Lanceros-Deportivo Pereira, disputata il 28 agosto 1999 a Tunja; vestì la maglia numero 9. Avendo esordito a 13 anni e 112 giorni è il più giovane debuttante della storia del calcio professionistico colombiano. Nella stagione 2000 assommò altre 7 presenze, con 1 gol: segnò la rete decisiva nell'1-0 del Lanceros sull'El Cóndor il 23 luglio 2000. Si trasferì al River Plate all'età di 15 anni. Debutta in prima squadra a 19 anni con una doppietta.

#### Porto

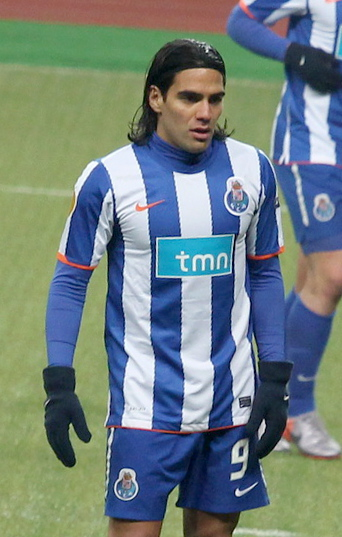
Falcao con la maglia del Porto nel 2011.

Il 15 luglio 2009 viene acquistato per 5,5 milioni di euro dal Porto con il quale firma poi una clausola rescissoria pari a 30 milioni di euro. Il primo gol arriva il 16 agosto contro il Paços nel debutto in campionato: la partita termina col risultato di 1 a 1. Si ripete 6 giorni dopo contro il Nacional su rigore realizzando il gol del momentaneo 1 a 0 per il Porto (3-0). Nella seconda giornata di girone di UEFA Champions League arriva il suo primo gol in Europa contro l'Atlético Madrid il 30 settembre 2009: la partita finirà 2 a 0.
Vince la Coppa del Portogallo segnando un gol nella finale che si è conclusa per 2-1 ai danni del Chaves. Nella sfida di Supercoppa di Portogallo contro il Benfica, il 7 agosto 2010, segna il gol del 2-0 che vale la vittoria. Il 7 aprile 2011, negli ottavi di finale di UEFA Europa League contro lo Spartak Mosca realizza una tripletta. Il 28 aprile 2011 segna quattro reti nella semifinale d'andata di Europa League contro il Villareal finita 5-1 in casa, eguagliando il record di 15 segnature di Jürgen Klinsmann nella Coppa UEFA 1995-1996 e diventando il calciatore più giovane a segnare 4 gol nelle coppe europee Al ritorno segna il gol del momentaneo 1-2 (la partita terminerà con una sconfitta per 3-2) superando così Klinsmann con 16 gol e portando il Porto in finale, dove segna la rete decisiva contro il Braga per la vittoria del torneo. Con 17 gol segnati in questa competizione ottiene il record di marcature in una sola edizione di una competizione europea. In stagione vince anche la Primeira Liga 2010-2011 e realizza in tutto 38 gol stagionali, formando con il compagno di reparto Hulk una coppia da 73 gol

#### Atlético Madrid

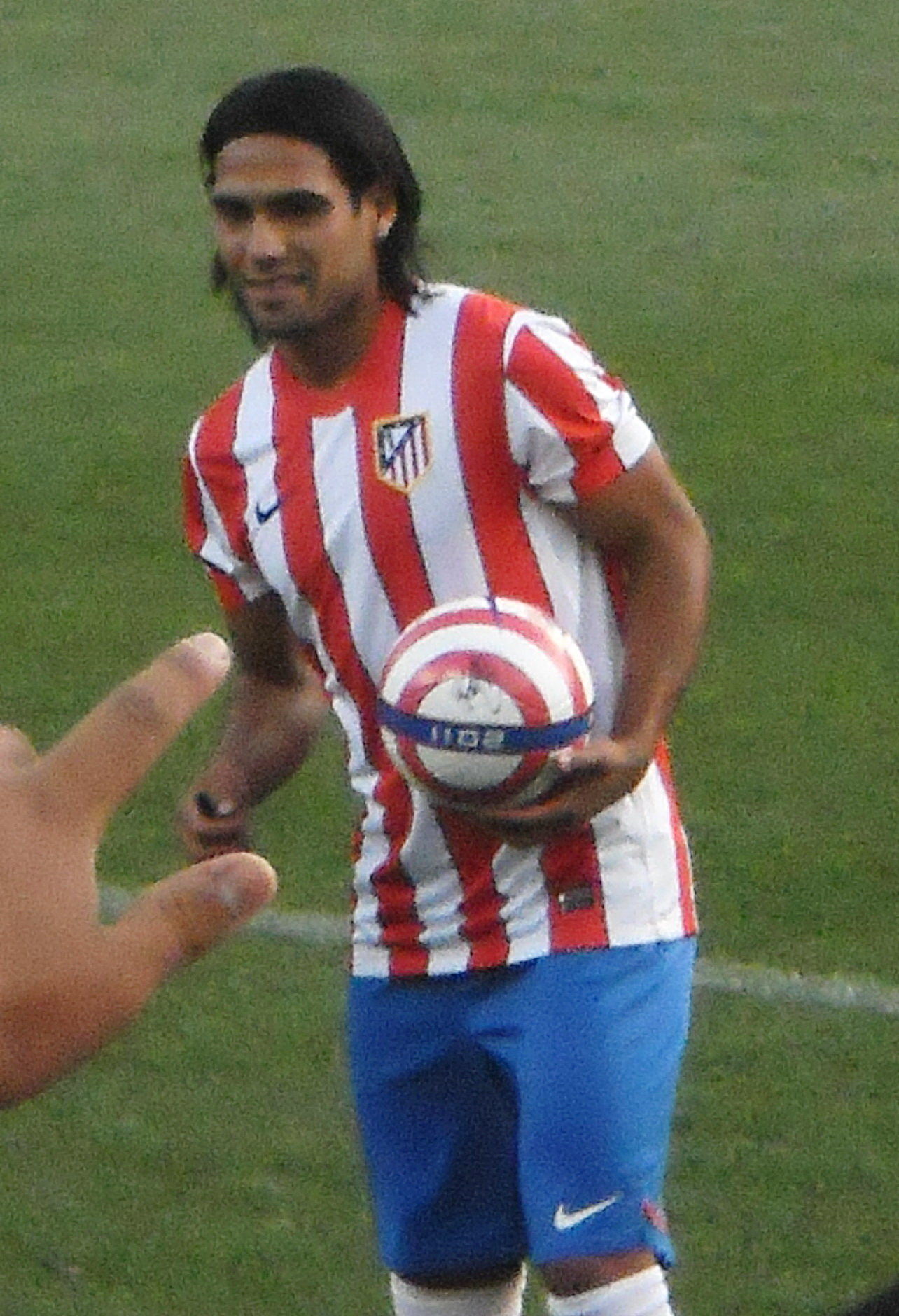
Falcao durante la presentazione all'Atletico Madrid nel 2011.

Il 19 agosto 2011 viene acquistato a titolo definitivo dall'Atlético Madrid per 40 milioni di euro, più 7 eventuali di bonus. Segna il suo primo gol con la nuova maglia il 15 settembre nella prima partita della fase a gironi dell'Europa League contro il Celtic di Glasgow finita 2-0. Il 18 settembre realizza una tripletta contro il Racing Santander, nella gara vinta dai colchoneros per 4-0. Nella prima partita di UEFA Europa League contro il Celtic realizza al terzo minuto la rete dell'1-0, la partita si concluderà 2-0. Il 21 gennaio 2012 segna un'altra tripletta nella sfida contro la Real Sociedad, vinta 4-0.
Con la squadra raggiunge la finale di Europa League dopo aver segnato due gol in semifinale contro il Valencia battuto per 4-2. Il 9 maggio a Bucarest, nella finale di Europa League contro i connazionali dell'Athletic Bilbao, segna una doppietta nel 3-0 finale, che consente ai madrileni di riportare il trofeo in bacheca dopo due anni. Con 12 reti si conferma capocannoniere della competizione come nell'annata precedente.
Apre la stagione seguente segnando una tripletta ai danni dell'Athletic Bilbao nella seconda giornata di campionato, partita finita 4 a 0. Si ripete poi il 31 agosto con la seconda tripletta della stagione, questa volta contro il Chelsea, nella vittoriosa finale (4-1) della Supercoppa europea. Il 9 dicembre ha segnato cinque gol nel 6-0 con cui la sua squadra ha battuto il Deportivo La Coruña, eguagliando il record di gol segnati in una partita dall'Atlético, di Vavá. Il 17 maggio fornisce l'assist del momentaneo 1-1 a Diego Costa, in occasione della finale di Coppa di Spagna vinta contro il Real Madrid al Bernabéu.

#### Monaco

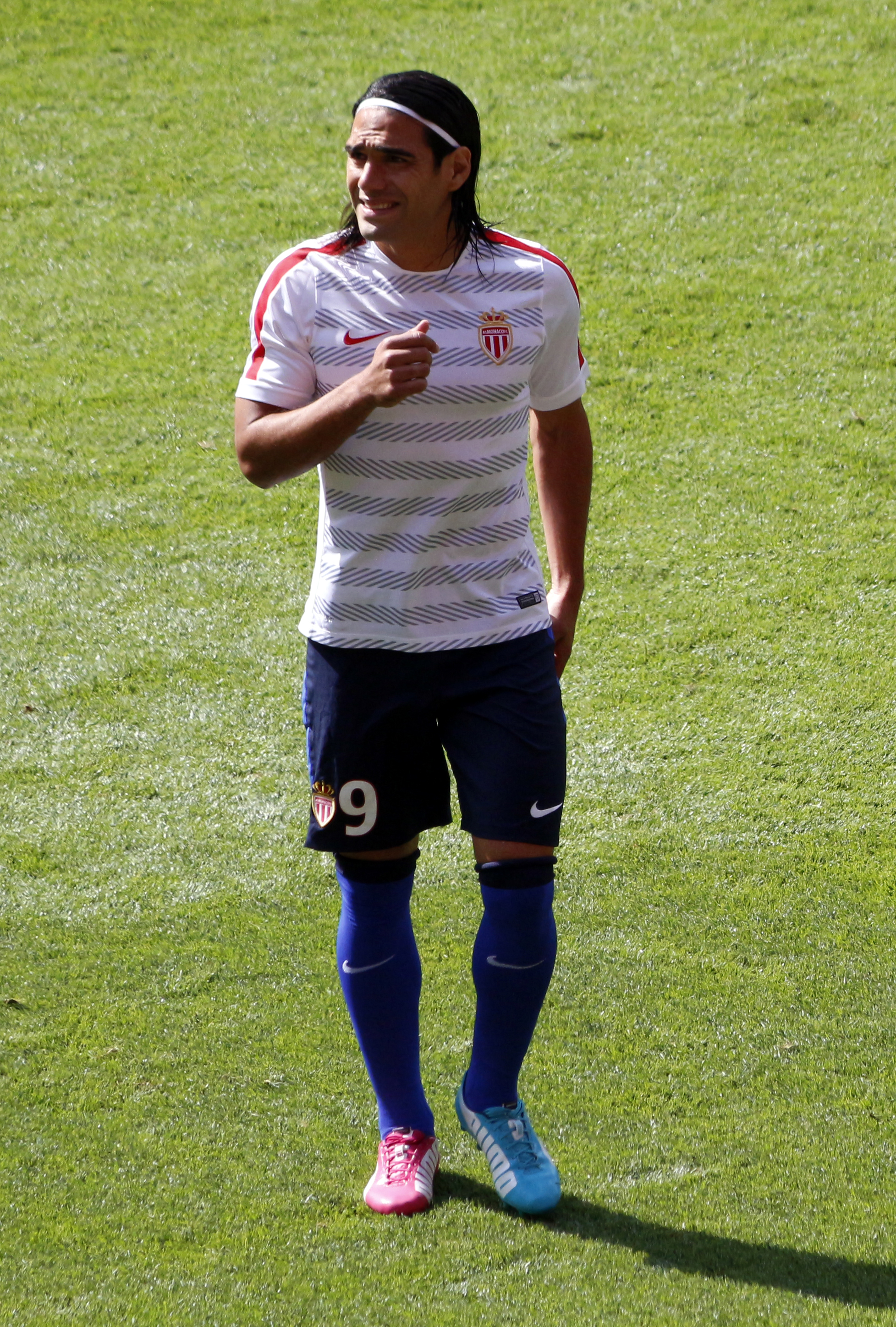
Falcao durante un allenamento con il Monaco nell'estate 2014.

Il 31 maggio 2013 viene ufficializzato il suo passaggio al Monaco, per una cifra vicina ai 60 milioni di euro; il giocatore firma un contratto quinquennale. Esordisce in Ligue 1 il 10 agosto 2013, siglando il suo primo gol con la maglia del Monaco, gol del definitivo 2-0 nella vittoria dei monegaschi in casa del Bordeaux.
Il 22 gennaio 2014, nella vittoria per 3-0 sul Monts in Coppa di Francia, subisce un grave infortunio al ginocchio sinistro. Gli esami del giorno seguente evidenziano la rottura del legamento crociato. È quindi costretto a uno stop di sei mesi e a saltare il mondiale in Brasile. La stagione del Monaco termina con un secondo posto dietro al Paris Saint-Germain. La stagione seguente inizia male per il club monegasco: pur segnando, l'attaccante colombiano non riesce ad impedire la sconfitta contro il Lorient per 1-2. La prima vittoria della stagione 2014-15 la firma proprio Radamel Falcao, siglando così il suo 200º gol nella sua carriera calcistica, nell'incontro vinto 1-0 a casa del Nantes.

#### Prestito al Manchester United

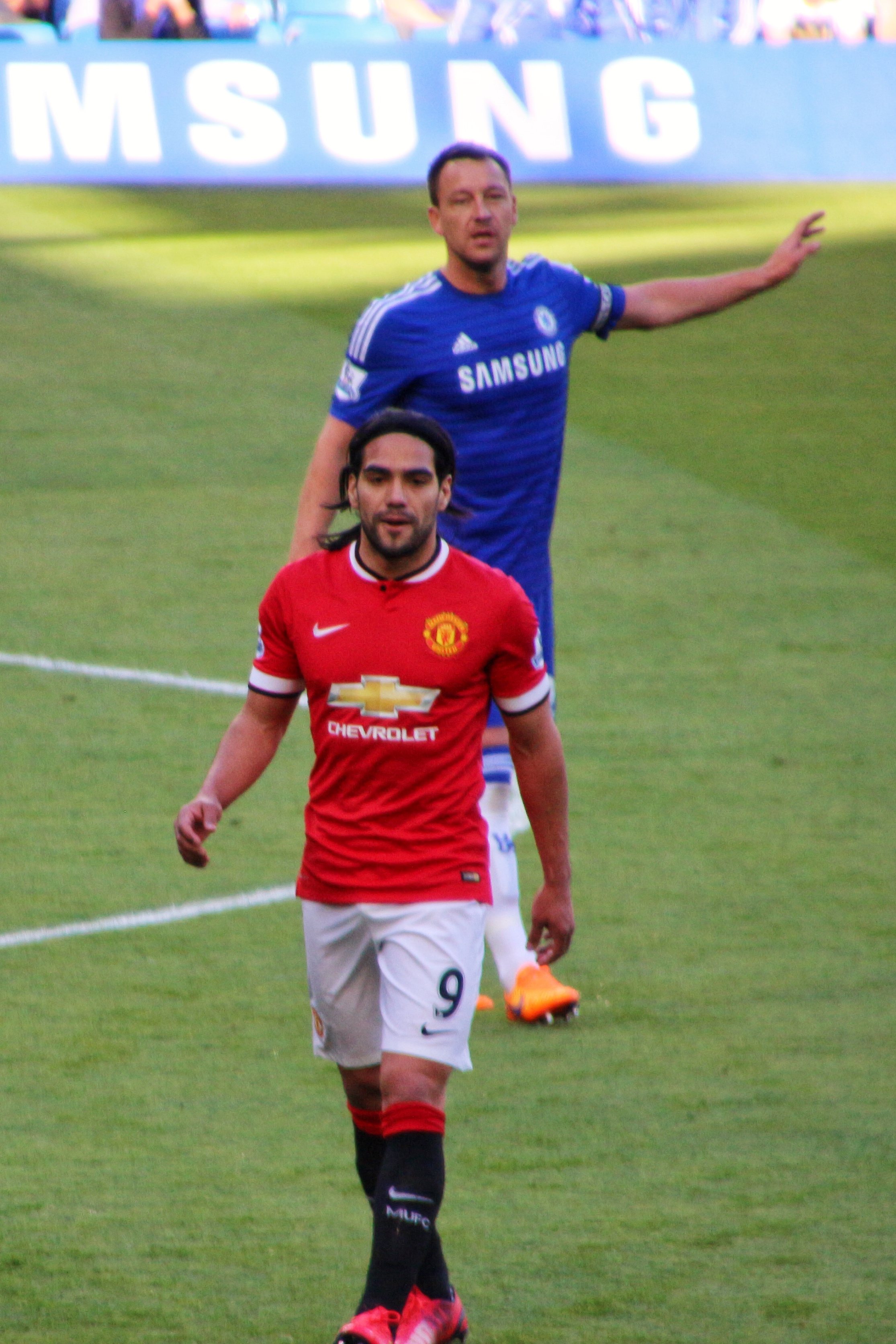
Falcao durante una partita con il Manchester United nel 2015.

Non è convocato per la partita di campionato contro il Lille del 30 agosto. Il 1º settembre 2014 Monaco e Manchester United trovano l'accordo per la cessione dell'attaccante con la formula del prestito oneroso (per 12 milioni di euro) con diritto di riscatto fissato a 55 milioni. Il 14 settembre seguente fa il suo esordio con la nuova maglia, nella vittoria per 4-0 contro il Queens Park Rangers ad Old Trafford. Il 5 ottobre segna il suo primo gol con i Red Devils, nella gara vinta per 2-1 contro l'Everton. Si ripete il 20 dicembre, nella partita contro l'Aston Villa (1-1), segnando al 53º minuto il gol che permette alla sua squadra di trovare il pareggio.
Il 14 febbraio 2015 lo United annuncia che non riscatterà il giocatore al termine della stagione. Il 13 marzo Falcao rilascia un'intervista nella quale dichiara il proprio pentimento di essersi trasferito a Manchester, ammettendo di essere deluso dal comportamento del tecnico Louis van Gaal, reo di non avergli concesso un minutaggio accettabile. Non rientrando più nei piani della società inglese, a fine stagione non viene riscattato e fa quindi ritorno al Monaco. Chiude la sua esperienza al Manchester United con 29 presenze e 4 gol.

#### Prestito al Chelsea

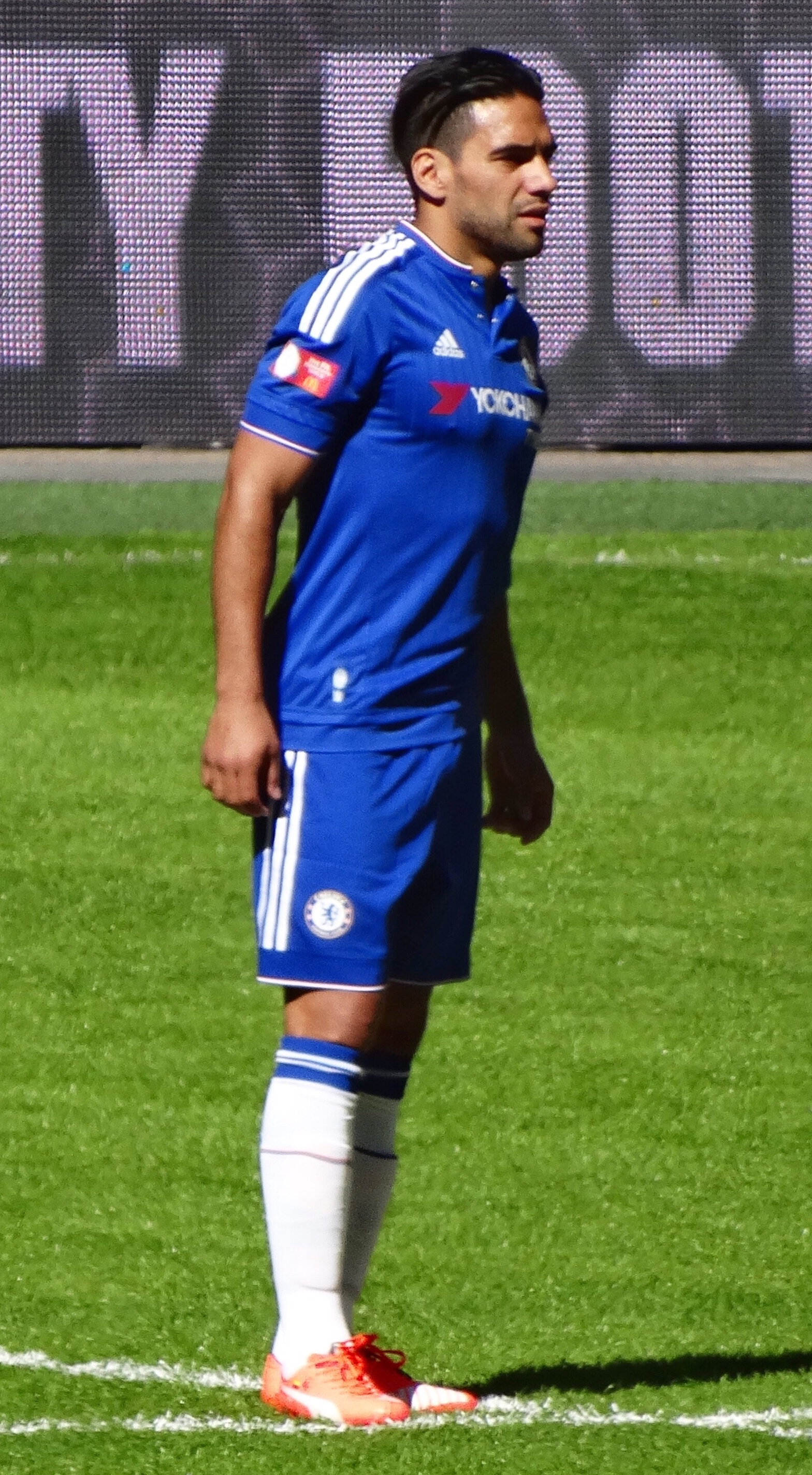
Falcao con la maglia del Chelsea nel 2015.

Il 3 luglio 2015 viene ceduto in prestito al Chelsea, con un prezzo per l'eventuale riscatto fissato a 50 milioni di euro. Il 2 agosto seguente fa il suo esordio con la nuova maglia, nel Community Shield contro l'Arsenal (0-1), subentrando a Loïc Rémy al 46º minuto di gioco. L'8 agosto esordisce in Premier League entrando al posto di Willian a sei minuti dalla fine della partita pareggiata per 2-2 a Stamford Bridge contro lo Swansea. Il 29 agosto, entrato in campo al posto di Willian, segna il suo primo gol con i Blues, quello del momentaneo pareggio, nella partita persa per 1-2 contro il Crystal Palace a Stamford Bridge.
Il 3 novembre 2015 si infortuna durante un allenamento e inizialmente sembra che debba rimanere fermo alcune settimane. Il 15 gennaio 2016 il nuovo allenatore del Chelsea, Guus Hiddink, conferma che "l'infortunio di Falcao è molto grave e ci vorranno altre sei, otto settimane". A febbraio viene escluso dalla lista per la Champions League della squadra londinese in favore del nuovo acquisto Alexandre Pato.

#### Ritorno al Monaco

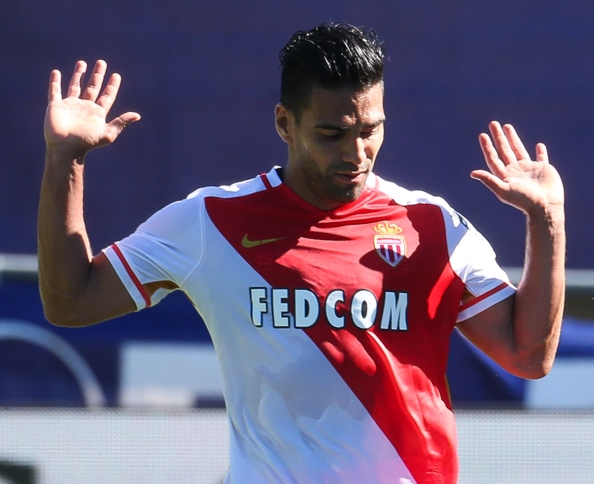
Falcao con la maglia del Monaco nel 2016.

Il 10 giugno 2016 fa rientro al Monaco di Leonardo Jardim, con il quale rinnova il contratto dimezzandosi lo stipendio a 7 milioni di euro a stagione. Segna la sua prima rete in partite ufficiali della nuova stagione nel terzo turno preliminare di Champions League contro il Fenerbahçe (sconfitta ad Istanbul per 2-1). Segna anche nella partita di ritorno che vede i monegaschi vincere 3-1 sui turchi e qualificarsi al turno successivo. Durante la partita subisce un infortunio che lo tiene in infermeria per un mese. Il 2 novembre torna a segnare in Champions League, a più di sei anni di distanza dall'ultima rete, realizzando una doppietta nella gara interna vinta 3-0 dai monegaschi contro il CSKA Mosca. Successivamente realizza un'altra doppietta nella vittoria monegasca per 6-0 ai danni del Nancy, mentre il 10 dicembre 2016 segna una tripletta nella trasferta di Bordeaux (0-4). Il 21 febbraio, nell'andata dei quarti di Champions League contro il Manchester City, segna una doppietta, la partita termina 5-3 per gli inglesi. Termina la stagione vincendo il campionato francese e segnando 30 gol in 43 presenze.

#### Galatasaray
Il 2 settembre 2019 passa al Galatasaray a titolo gratuito, firmando un contratto triennale. Lo stesso giorno, il giocatore viene accolto in pompa magna da circa 25.000 tifosi allo Stadio olimpico Atatürk. Debutta in campionato con i turchi 12 giorni dopo, decidendo la gara contro il Kasımpaşa al 38' minuto. Il 17 dicembre mette a segno una rete fondamentale nella gara di ritorno di Coppa di Turchia contro il Tuzlaspor; successivamente, la sua squadra metterà a segno altre due reti guadagnandosi così la qualificazione al turno successivo. Il 28 dicembre segna la sua prima doppietta con il club, in una vittoria casalinga contro l'Antalyaspor. Termina la sua prima stagione in Turchia totalizzando 22 presenze e 11 reti.
Inizia l'annata successiva mettendo a segno una doppietta ai danni del Gaziantep. L'11 aprile 2021, durante una sessione di allenamento, subisce un duro colpo alla faccia dopo una collisione con Kerem Aktürkoğlu. Successivamente, gli verrà diagnosticata una frattura ossea facciale, che poco dopo lo porterà a sottoporsi ad un intervento chirurgico. Torna a disposizione della squadra dopo due settimane con l'ausilio di una maschera protettiva. Tuttavia, termina la stagione con 18 presenze e 9 reti.
Il 1º settembre 2021 viene annunciata la rescissione consensuale del contratto del giocatore. Nelle sue due annate al club, dati gli svariati infortuni, il giocatore ha saltato un totale di 49 gare (24 il primo anno e 25 il secondo), giocando complessivamente 43 gare su 92.

#### Rayo Vallecano e ritorno in patria
Il 4 settembre 2021, Falcao torna in Spagna, firmando per il Rayo Vallecano.
Il 20 giugno 2024, viene annunciato il suo ritorno in patria, questa volta ai Millonarios.

### Nazionale

#### Nazionali giovanili
Nel 2005 viene convocato dalla nazionale Under-20 per disputare il Campionato sudamericano di calcio Under-20 in Colombia. Il 21 gennaio all'ultima partita del girone, realizza una rete contro l'Argentina Under-20 finita 1 a 1. Classificandosi al secondo posto, partecipa alla fase finale del torneo dove l'8 febbraio nella sfida contro il Venezuela festeggia con i suoi compagni la vittoria della competizione.

#### Nazionale maggiore

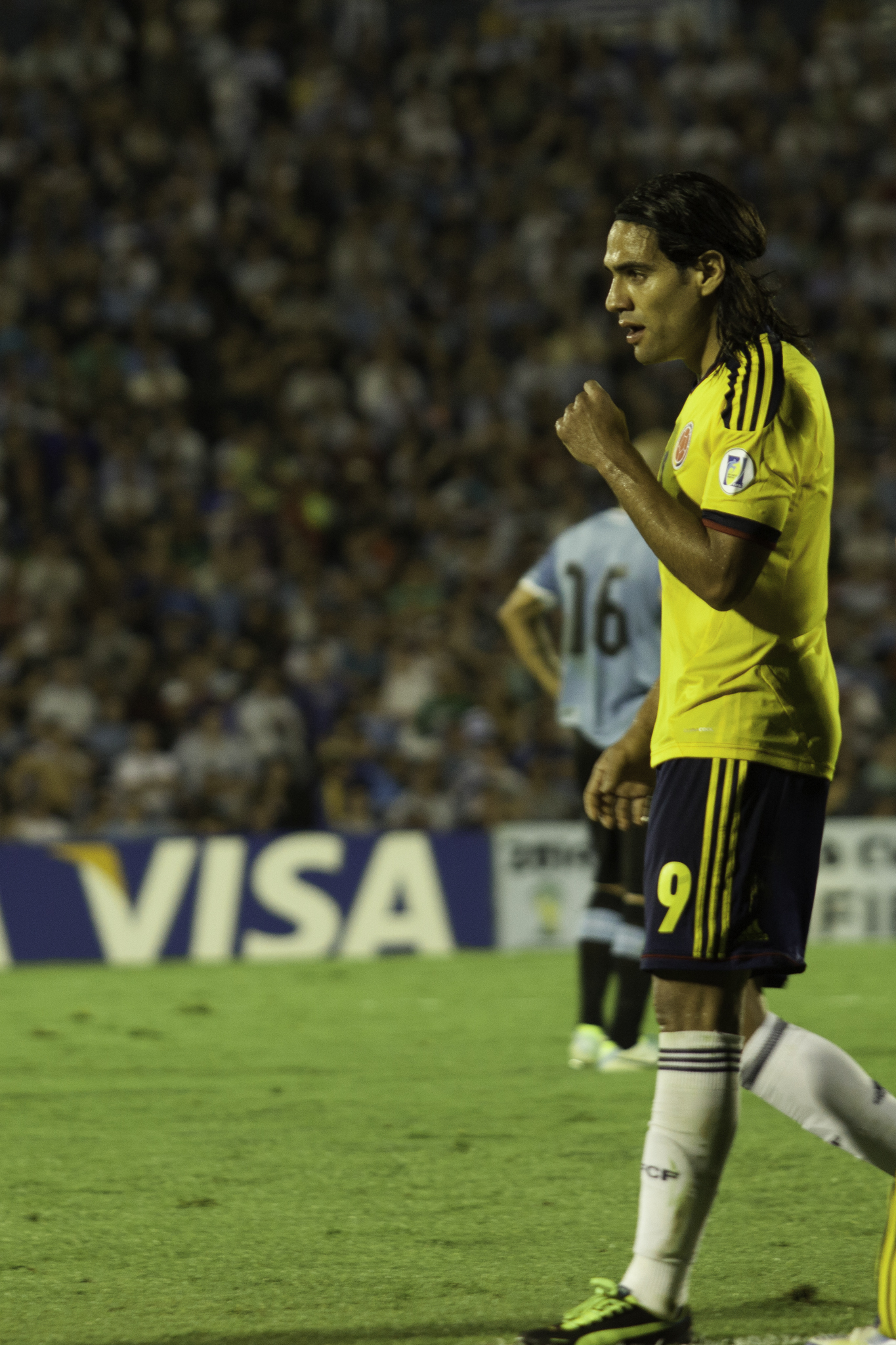
Falcao con la maglia della Colombia nel 2013.

Ha giocato nelle selezioni Under-17 e Under-20 della Colombia, debuttando poi nella nazionale maggiore nel 2007. Segna il suo primo goal con la sua nazionale contro il Montenegro, nel match vinto 1-0. Con la Colombia prende parte alla Copa America 2011, segnando una doppietta all'ultima partita della fase a gironi contro la Bolivia.
Il 6 giugno 2015, grazie al gol decisivo nella vittoria per 1-0 contro la Costa Rica, ha raggiunto al primo posto Arnoldo Iguarán nella classifica dei migliori realizzatori di sempre della propria nazionale. Non viene inserito nella lista provvisoria dei 40 giocatori convocati per la Copa América Centenario, che si è tenuta negli Stati Uniti.
Partecipa alla Coppa del Mondo che si è tenuta nel 2018, Falcao segna una rete nella vittoria per 3-0 contro la Polonia.

## Statistiche

### Presenze e reti nei club
Tra club, la nazionale maggiore e le nazionali giovanili, Falcao ha giocato globalmente 749 partite segnando 360 reti, alla media di 0.48 gol a partita.
Statistiche aggiornate al 19 giugno 2025.
| Stagione                  | Squadra                   | Campionato                | Campionato | Campionato | Coppe nazionali | Coppe nazionali | Coppe nazionali | Coppe continentali | Coppe continentali | Coppe continentali | Altre coppe | Altre coppe | Altre coppe | Totale | Totale |
| Stagione                  | Squadra                   | Comp                      | Pres       | Reti       | Comp            | Pres            | Reti            | Comp               | Pres               | Reti               | Comp        | Pres        | Reti        | Pres   | Reti   |
| ------------------------- | ------------------------- | ------------------------- | ---------- | ---------- | --------------- | --------------- | --------------- | ------------------ | ------------------ | ------------------ | ----------- | ----------- | ----------- | ------ | ------ |
| 1999                      | Lanceros Boyacá           | CPB                       | 1          | 0          | -               | -               | -               | -                  | -                  | -                  | -           | -           | -           | 1      | 0      |
| 2000                      | Lanceros Boyacá           | CPB                       | 7          | 1          | -               | -               | -               | -                  | -                  | -                  | -           | -           | -           | 7      | 1      |
| Totale Lanceros Boyacá    | Totale Lanceros Boyacá    | Totale Lanceros Boyacá    | 8          | 1          |                 | -               | -               |                    | -                  | -                  |             | -           | -           | 8      | 1      |
| 2004-2005                 | River Plate               | PD                        | 4          | 0          | -               | -               | -               | CL                 | 0                  | 0                  | -           | -           | -           | 4      | 0      |
| 2005-2006                 | River Plate               | PD                        | 7          | 7          | -               | -               | -               | CL                 | 0                  | 0                  | -           | -           | -           | 7      | 7      |
| 2006-2007                 | River Plate               | PD                        | 20         | 3          | -               | -               | -               | CL+CS              | 1+2                | 0+0                | -           | -           | -           | 23     | 3      |
| 2007-2008                 | River Plate               | PD                        | 27         | 11         | -               | -               | -               | CL+CS              | 7+5                | 4+4                | -           | -           | -           | 39     | 19     |
| 2008-2009                 | River Plate               | PD                        | 32         | 13         | -               | -               | -               | CL+CS              | 4+2                | 2+1                | -           | -           | -           | 38     | 16     |
| Totale River Plate        | Totale River Plate        | Totale River Plate        | 90         | 34         |                 | -               | -               |                    | 21                 | 11                 |             | -           | -           | 111    | 45     |
| 2009-2010                 | Porto                     | PL                        | 28         | 25         | TP+TL           | 5+2             | 5+0             | UCL                | 8                  | 4                  | SP          | 0           | 0           | 43     | 34     |
| 2010-2011                 | Porto                     | PL                        | 22         | 16         | TP+TL           | 3+0             | 3+0             | UEL                | 16                 | 18                 | SP          | 1           | 1           | 42     | 38     |
| lug.-ago. 2011            | Porto                     | PL                        | 1          | 0          | TP+TL           | 0               | 0               | UCL                | 0                  | 0                  | SP          | 1           | 0           | 2      | 0      |
| Totale Porto              | Totale Porto              | Totale Porto              | 51         | 41         |                 | 10              | 8               |                    | 24                 | 22                 |             | 2           | 1           | 87     | 72     |
| 2011-2012                 | Atlético Madrid           | PD                        | 34         | 24         | CR              | 1               | 0               | UEL                | 15                 | 12                 | -           | -           | -           | 50     | 36     |
| 2012-2013                 | Atlético Madrid           | PD                        | 34         | 28         | CR              | 4               | 2               | UEL                | 2                  | 1                  | SU          | 1           | 3           | 41     | 34     |
| Totale Atlético de Madrid | Totale Atlético de Madrid | Totale Atlético de Madrid | 68         | 52         |                 | 5               | 2               |                    | 17                 | 13                 |             | 1           | 3           | 91     | 70     |
| 2013-2014                 | Monaco                    | L1                        | 17         | 9          | CF+CdL          | 2+0             | 2+0             | -                  | -                  | -                  | -           | -           | -           | 19     | 11     |
| ago. 2014                 | Monaco                    | L1                        | 3          | 2          | CF+CdL          | 0               | 0               | UCL                | -                  | -                  | -           | -           | -           | 3      | 2      |
| 2014-2015                 | Manchester United         | PL                        | 26         | 4          | FACup+CdL       | 3+0             | 0               | -                  | -                  | -                  | -           | -           | -           | 29     | 4      |
| 2015-2016                 | Chelsea                   | PL                        | 10         | 1          | FACup+CdL       | 0+1             | 0               | UCL                | 0                  | 0                  | CS          | 1           | 0           | 12     | 1      |
| 2016-2017                 | Monaco                    | L1                        | 29         | 21         | CF+CdL          | 2+2             | 1+1             | UCL                | 10                 | 7                  | -           | -           | -           | 43     | 30     |
| 2017-2018                 | Monaco                    | L1                        | 26         | 18         | CF+CdL          | 1+3             | 0+3             | UCL                | 5                  | 3                  | SF          | 1           | 0           | 36     | 24     |
| 2018-2019                 | Monaco                    | L1                        | 33         | 15         | CF+CdL          | 1+0             | 1+0             | UCL                | 5                  | 0                  | SF          | 0           | 0           | 39     | 16     |
| Totale Monaco             | Totale Monaco             | Totale Monaco             | 108        | 65         |                 | 11              | 8               |                    | 20                 | 10                 |             | 1           | 0           | 140    | 83     |
| 2019-2020                 | Galatasaray               | SL                        | 16         | 10         | TK              | 3               | 1               | UCL                | 3                  | 0                  | TS          | -           | -           | 22     | 11     |
| 2020-2021                 | Galatasaray               | SL                        | 17         | 9          | TK              | 0               | 0               | UEL                | 1                  | 0                  | -           | -           | -           | 18     | 9      |
| ago. 2021                 | Galatasaray               | SL                        | 1          | 0          | TK              | 0               | 0               | UCL+UEL            | 1+1                | 0                  | -           | -           | -           | 3      | 0      |
| Totale Galatasaray        | Totale Galatasaray        | Totale Galatasaray        | 34         | 19         |                 | 3               | 1               |                    | 6                  | 0                  |             |             |             | 43     | 20     |
| 2021-2022                 | Rayo Vallecano            | PD                        | 22         | 6          | CR              | 3               | 0               |                    | -                  | -                  | -           | -           | -           | 25     | 6      |
| 2022-2023                 | Rayo Vallecano            | PD                        | 27         | 2          | CR              | 2               | 0               |                    | -                  | -                  | -           | -           | -           | 29     | 2      |
| 2023-2024                 | Rayo Vallecano            | PD                        | 22         | 1          | CR              | 4               | 3               |                    | -                  | -                  | -           | -           | -           | 26     | 4      |
| Totale Rayo Vallecano     | Totale Rayo Vallecano     | Totale Rayo Vallecano     | 71         | 9          |                 | 9               | 3               |                    | -                  | -                  |             | -           | -           | 80     | 12     |
| lug.-dic. 2024            | Millonarios               | PC                        | 16         | 5          | CC              | 0               | 0               | CL                 | -                  | -                  | -           | -           | -           | 16     | 5      |
| 2025                      | Millonarios               | PC                        | 12         | 6          | CC              | 0               | 0               | CS                 | 1                  | 0                  | -           | -           | -           | 13     | 6      |
| Totale Millonarios        | Totale Millonarios        | Totale Millonarios        | 28         | 11         |                 | 0               | 0               |                    | 1                  | 0                  |             | -           | -           | 29     | 11     |
| Totale carriera           | Totale carriera           | Totale carriera           | 494        | 237        |                 | 42              | 22              |                    | 89                 | 56                 |             | 5           | 4           | 630    | 319    |

### Cronologia presenze e reti in nazionale
| Cronologia completa delle presenze e delle reti in nazionale ― Colombia | Cronologia completa delle presenze e delle reti in nazionale ― Colombia | Cronologia completa delle presenze e delle reti in nazionale ― Colombia | Cronologia completa delle presenze e delle reti in nazionale ― Colombia | Cronologia completa delle presenze e delle reti in nazionale ― Colombia | Cronologia completa delle presenze e delle reti in nazionale ― Colombia | Cronologia completa delle presenze e delle reti in nazionale ― Colombia | Cronologia completa delle presenze e delle reti in nazionale ― Colombia |
| Data                                                                    | Città                                                                   | In casa                                                                 | Risultato                                                               | Ospiti                                                                  | Competizione                                                            | Reti                                                                    | Note                                                                    |
| ----------------------------------------------------------------------- | ----------------------------------------------------------------------- | ----------------------------------------------------------------------- | ----------------------------------------------------------------------- | ----------------------------------------------------------------------- | ----------------------------------------------------------------------- | ----------------------------------------------------------------------- | ----------------------------------------------------------------------- |
| 7-2-2007                                                                | Cúcuta                                                                  | Colombia                                                                | 1 – 3                                                                   | Uruguay                                                                 | Amichevole                                                              | -                                                                       | 46’                                                                     |
| 2-6-2007                                                                | Matsumoto                                                               | Colombia                                                                | 1 – 0                                                                   | Montenegro                                                              | Kirin Cup                                                               | 1                                                                       | 67’                                                                     |
| 5-6-2007                                                                | Saitama                                                                 | Giappone                                                                | 0 – 0                                                                   | Colombia                                                                | Kirin Cup                                                               | -                                                                       | 80’                                                                     |
| 22-8-2007                                                               | Commerce City                                                           | Colombia                                                                | 1 – 0                                                                   | Messico                                                                 | Amichevole                                                              | -                                                                       | 46’                                                                     |
| 8-9-2007                                                                | Lima                                                                    | Perù                                                                    | 2 – 2                                                                   | Colombia                                                                | Amichevole                                                              | 1                                                                       | 61’ 72’                                                                 |
| 12-9-2007                                                               | Bogotà                                                                  | Colombia                                                                | 1 – 0                                                                   | Paraguay                                                                | Amichevole                                                              | -                                                                       | 61’                                                                     |
| 14-10-2007                                                              | Bogotà                                                                  | Colombia                                                                | 0 – 0                                                                   | Brasile                                                                 | Qual. Mondiali 2010                                                     | -                                                                       | 81’                                                                     |
| 17-11-2007                                                              | Bogotà                                                                  | Colombia                                                                | 1 – 0                                                                   | Venezuela                                                               | Qual. Mondiali 2010                                                     | -                                                                       | 49’                                                                     |
| 6-2-2008                                                                | Montevideo                                                              | Uruguay                                                                 | 2 – 2                                                                   | Colombia                                                                | Amichevole                                                              | -                                                                       | 49’                                                                     |
| 29-5-2008                                                               | Londra                                                                  | Irlanda                                                                 | 1 – 0                                                                   | Colombia                                                                | Amichevole                                                              | -                                                                       | 65’                                                                     |
| 3-6-2008                                                                | Saint-Denis                                                             | Francia                                                                 | 1 – 0                                                                   | Colombia                                                                | Amichevole                                                              | -                                                                       | 56’                                                                     |
| 6-9-2008                                                                | Bogotà                                                                  | Colombia                                                                | 0 – 1                                                                   | Uruguay                                                                 | Qual. Mondiali 2010                                                     | -                                                                       | 60’                                                                     |
| 19-11-2008                                                              | Bogotà                                                                  | Colombia                                                                | 1 – 0                                                                   | Nigeria                                                                 | Amichevole                                                              | 1                                                                       | 84’                                                                     |
| 11-2-2009                                                               | Pereira                                                                 | Colombia                                                                | 2 – 0                                                                   | Haiti                                                                   | Amichevole                                                              | -                                                                       |                                                                         |
| 28-3-2009                                                               | Bogotà                                                                  | Colombia                                                                | 2 – 0                                                                   | Bolivia                                                                 | Qual. Mondiali 2010                                                     | -                                                                       | 70’                                                                     |
| 31-3-2009                                                               | Puerto Ordaz                                                            | Venezuela                                                               | 2 – 0                                                                   | Colombia                                                                | Qual. Mondiali 2010                                                     | -                                                                       |                                                                         |
| 6-6-2009                                                                | Buenos Aires                                                            | Argentina                                                               | 1 – 0                                                                   | Colombia                                                                | Qual. Mondiali 2010                                                     | -                                                                       | 73’                                                                     |
| 10-6-2009                                                               | Medellín                                                                | Colombia                                                                | 1 – 0                                                                   | Perù                                                                    | Qual. Mondiali 2010                                                     | 1                                                                       |                                                                         |
| 12-8-2009                                                               | East Rutherford                                                         | Colombia                                                                | 1 – 2                                                                   | Venezuela                                                               | Amichevole                                                              | 1                                                                       | 67’                                                                     |
| 5-9-2009                                                                | Medellín                                                                | Colombia                                                                | 2 – 0                                                                   | Ecuador                                                                 | Qual. Mondiali 2010                                                     | -                                                                       | 53’                                                                     |
| 10-10-2009                                                              | Medellín                                                                | Colombia                                                                | 2 – 4                                                                   | Cile                                                                    | Qual. Mondiali 2010                                                     | -                                                                       |                                                                         |
| 14-10-2009                                                              | Asunción                                                                | Paraguay                                                                | 0 – 2                                                                   | Colombia                                                                | Qual. Mondiali 2010                                                     | -                                                                       | 54’                                                                     |
| 3-9-2010                                                                | Puerto La Cruz                                                          | Venezuela                                                               | 0 – 2                                                                   | Colombia                                                                | Amichevole                                                              | -                                                                       | 60’ 77’                                                                 |
| 7-9-2010                                                                | Monterrey                                                               | Messico                                                                 | 1 – 0                                                                   | Colombia                                                                | Amichevole                                                              | -                                                                       | 58’                                                                     |
| 8-10-2010                                                               | New Jersey                                                              | Ecuador                                                                 | 0 – 1                                                                   | Colombia                                                                | Amichevole                                                              | 1                                                                       | 76’                                                                     |
| 12-10-2010                                                              | Chester                                                                 | Stati Uniti                                                             | 0 – 0                                                                   | Colombia                                                                | Amichevole                                                              | -                                                                       | 56’                                                                     |
| 26-3-2011                                                               | Madrid                                                                  | Ecuador                                                                 | 0 – 2                                                                   | Colombia                                                                | Amichevole                                                              | 1                                                                       | 86’                                                                     |
| 29-3-2011                                                               | L'Aia                                                                   | Cile                                                                    | 2 – 0                                                                   | Colombia                                                                | Amichevole                                                              | -                                                                       | 63’                                                                     |
| 2-7-2011                                                                | San Salvador de Jujuy                                                   | Colombia                                                                | 1 – 0                                                                   | Costa Rica                                                              | Coppa America 2011 - 1º turno                                           | -                                                                       | 77’                                                                     |
| 6-7-2011                                                                | Santa Fe                                                                | Argentina                                                               | 0 – 0                                                                   | Colombia                                                                | Coppa America 2011 - 1º turno                                           | -                                                                       | 87’                                                                     |
| 10-7-2011                                                               | Santa Fe                                                                | Colombia                                                                | 2 – 0                                                                   | Bolivia                                                                 | Coppa America 2011 - 1º turno                                           | 2                                                                       |                                                                         |
| 16-7-2011                                                               | Córdoba                                                                 | Colombia                                                                | 0 – 2 dts                                                               | Perù                                                                    | Coppa America 2011 - Quarti di finale                                   | -                                                                       |                                                                         |
| 6-9-2011                                                                | Fort Lauderdale                                                         | Giamaica                                                                | 0 – 2                                                                   | Colombia                                                                | Amichevole                                                              | -                                                                       | 81’                                                                     |
| 11-10-2011                                                              | La Paz                                                                  | Bolivia                                                                 | 1 – 2                                                                   | Colombia                                                                | Qual. Mondiali 2014                                                     | 1                                                                       | 78’                                                                     |
| 29-2-2012                                                               | Miami Gardens                                                           | Messico                                                                 | 0 – 2                                                                   | Colombia                                                                | Amichevole                                                              | 1                                                                       | 36’ 87’                                                                 |
| 3-6-2012                                                                | Lima                                                                    | Perù                                                                    | 0 – 1                                                                   | Colombia                                                                | Qual. Mondiali 2014                                                     | -                                                                       |                                                                         |
| 10-6-2012                                                               | Quito                                                                   | Ecuador                                                                 | 1 – 0                                                                   | Colombia                                                                | Qual. Mondiali 2014                                                     | -                                                                       |                                                                         |
| 7-9-2012                                                                | Barranquilla                                                            | Colombia                                                                | 4 – 0                                                                   | Uruguay                                                                 | Qual. Mondiali 2014                                                     | 1                                                                       |                                                                         |
| 11-9-2012                                                               | Santiago del Cile                                                       | Cile                                                                    | 1 – 3                                                                   | Colombia                                                                | Qual. Mondiali 2014                                                     | 1                                                                       |                                                                         |
| 12-10-2012                                                              | Barranquilla                                                            | Colombia                                                                | 2 – 0                                                                   | Paraguay                                                                | Qual. Mondiali 2014                                                     | 2                                                                       |                                                                         |
| 14-11-2012                                                              | East Rutherford                                                         | Brasile                                                                 | 1 – 1                                                                   | Colombia                                                                | Amichevole                                                              | -                                                                       |                                                                         |
| 22-3-2013                                                               | Barranquilla                                                            | Colombia                                                                | 5 – 0                                                                   | Bolivia                                                                 | Qual. Mondiali 2014                                                     | 1                                                                       |                                                                         |
| 26-3-2013                                                               | Puerto Ordaz                                                            | Venezuela                                                               | 1 – 0                                                                   | Colombia                                                                | Qual. Mondiali 2014                                                     | -                                                                       |                                                                         |
| 7-6-2013                                                                | Buenos Aires                                                            | Argentina                                                               | 0 – 0                                                                   | Colombia                                                                | Qual. Mondiali 2014                                                     | -                                                                       |                                                                         |
| 11-6-2013                                                               | Barranquilla                                                            | Colombia                                                                | 2 – 0                                                                   | Perù                                                                    | Qual. Mondiali 2014                                                     | 1                                                                       | 57’                                                                     |
| 6-9-2013                                                                | Barranquilla                                                            | Colombia                                                                | 1 – 0                                                                   | Ecuador                                                                 | Qual. Mondiali 2014                                                     | -                                                                       |                                                                         |
| 10-9-2013                                                               | Montevideo                                                              | Uruguay                                                                 | 2 – 0                                                                   | Colombia                                                                | Qual. Mondiali 2014                                                     | -                                                                       |                                                                         |
| 11-10-2013                                                              | Barranquilla                                                            | Colombia                                                                | 3 – 3                                                                   | Cile                                                                    | Qual. Mondiali 2014                                                     | 2                                                                       | 85’                                                                     |
| 14-11-2013                                                              | Bruxelles                                                               | Belgio                                                                  | 0 – 2                                                                   | Colombia                                                                | Amichevole                                                              | 1                                                                       | 71’                                                                     |
| 19-11-2013                                                              | Amsterdam                                                               | Paesi Bassi                                                             | 0 – 0                                                                   | Colombia                                                                | Amichevole                                                              | -                                                                       | 85’ 87’                                                                 |
| 5-9-2014                                                                | Miami Gardens                                                           | Brasile                                                                 | 1 – 0                                                                   | Colombia                                                                | Amichevole                                                              | -                                                                       | 77’                                                                     |
| 10-10-2014                                                              | New Jersey                                                              | Colombia                                                                | 3 – 0                                                                   | El Salvador                                                             | Amichevole                                                              | 1                                                                       | cap. 62’                                                                |
| 14-10-2014                                                              | New Jersey                                                              | Canada                                                                  | 0 – 1                                                                   | Colombia                                                                | Amichevole                                                              | -                                                                       | cap. 67’                                                                |
| 26-3-2015                                                               | Riffa                                                                   | Bahrein                                                                 | 0 – 6                                                                   | Colombia                                                                | Amichevole                                                              | 2                                                                       | cap. 72’                                                                |
| 30-3-2015                                                               | Abu Dhabi                                                               | Colombia                                                                | 3 – 1                                                                   | Kuwait                                                                  | Amichevole                                                              | 1                                                                       | cap.                                                                    |
| 6-6-2015                                                                | Buenos Aires                                                            | Colombia                                                                | 1 – 0                                                                   | Costa Rica                                                              | Amichevole                                                              | 1                                                                       | cap. 63’                                                                |
| 14-6-2015                                                               | Rancagua                                                                | Colombia                                                                | 0 – 1                                                                   | Venezuela                                                               | Coppa America 2015 - 1º turno                                           | -                                                                       | cap.                                                                    |
| 17-6-2015                                                               | Santiago del Cile                                                       | Brasile                                                                 | 0 – 1                                                                   | Colombia                                                                | Coppa America 2015 - 1º turno                                           | -                                                                       | cap. 69’                                                                |
| 21-6-2015                                                               | Temuco                                                                  | Colombia                                                                | 0 – 0                                                                   | Perù                                                                    | Coppa America 2015 - 1º turno                                           | -                                                                       | cap. 64’                                                                |
| 26-6-2015                                                               | Viña del Mar                                                            | Argentina                                                               | 0 – 0 (5 – 4 dtr)                                                       | Colombia                                                                | Coppa America 2015 - Quarti di finale                                   | -                                                                       | 74’ 86’                                                                 |
| 8-10-2015                                                               | Barranquilla                                                            | Colombia                                                                | 2 – 0                                                                   | Perù                                                                    | Qual. Mondiali 2018                                                     | -                                                                       | 75’                                                                     |
| 13-10-2015                                                              | Montevideo                                                              | Uruguay                                                                 | 3 – 0                                                                   | Colombia                                                                | Qual. Mondiali 2018                                                     | -                                                                       | 72’                                                                     |
| 10-11-2016                                                              | Barranquilla                                                            | Colombia                                                                | 0 – 0                                                                   | Cile                                                                    | Qual. Mondiali 2018                                                     | -                                                                       | 46’                                                                     |
| 15-11-2016                                                              | San Juan                                                                | Argentina                                                               | 3 – 0                                                                   | Colombia                                                                | Qual. Mondiali 2018                                                     | -                                                                       | 76’                                                                     |
| 7-6-2017                                                                | Murcia                                                                  | Spagna                                                                  | 2 – 2                                                                   | Colombia                                                                | Amichevole                                                              | 1                                                                       | 77’                                                                     |
| 13-6-2017                                                               | Getafe                                                                  | Camerun                                                                 | 0 – 4                                                                   | Colombia                                                                | Amichevole                                                              | -                                                                       | 46’                                                                     |
| 31-8-2017                                                               | San Cristóbal                                                           | Venezuela                                                               | 0 – 0                                                                   | Colombia                                                                | Qual. Mondiali 2018                                                     | -                                                                       | cap.                                                                    |
| 5-9-2017                                                                | Barranquilla                                                            | Colombia                                                                | 1 – 1                                                                   | Brasile                                                                 | Qual. Mondiali 2018                                                     | 1                                                                       |                                                                         |
| 5-10-2017                                                               | Barranquilla                                                            | Colombia                                                                | 1 – 2                                                                   | Paraguay                                                                | Qual. Mondiali 2018                                                     | 1                                                                       | cap.                                                                    |
| 10-10-2017                                                              | Lima                                                                    | Perù                                                                    | 1 – 1                                                                   | Colombia                                                                | Qual. Mondiali 2018                                                     | -                                                                       | cap.                                                                    |
| 23-3-2018                                                               | Saint-Denis                                                             | Francia                                                                 | 2 – 3                                                                   | Colombia                                                                | Amichevole                                                              | 1                                                                       | cap. 68’                                                                |
| 27-3-2018                                                               | Londra                                                                  | Colombia                                                                | 0 – 0                                                                   | Australia                                                               | Amichevole                                                              | -                                                                       | cap. 46’                                                                |
| 1-6-2018                                                                | Bergamo                                                                 | Egitto                                                                  | 0 – 0                                                                   | Colombia                                                                | Amichevole                                                              | -                                                                       | cap. 66’                                                                |
| 19-6-2018                                                               | Saransk                                                                 | Colombia                                                                | 1 – 2                                                                   | Giappone                                                                | Mondiali 2018 - 1º turno                                                | -                                                                       | cap.                                                                    |
| 24-6-2018                                                               | Kazan'                                                                  | Polonia                                                                 | 0 – 3                                                                   | Colombia                                                                | Mondiali 2018 - 1º turno                                                | 1                                                                       | cap. 78’                                                                |
| 28-6-2018                                                               | Samara                                                                  | Senegal                                                                 | 0 – 1                                                                   | Colombia                                                                | Mondiali 2018 - 1º turno                                                | -                                                                       | cap. 89’                                                                |
| 3-7-2018                                                                | Mosca                                                                   | Colombia                                                                | 1 – 1 dts (3 - 4 dtr)                                                   | Inghilterra                                                             | Mondiali 2018 - Ottavi di finale                                        | -                                                                       | cap. 63’                                                                |
| 8-9-2018                                                                | Miami Gardens                                                           | Venezuela                                                               | 1 – 2                                                                   | Colombia                                                                | Amichevole                                                              | 1                                                                       | cap. 77’                                                                |
| 12-9-2018                                                               | East Rutherford                                                         | Colombia                                                                | 0 – 0                                                                   | Argentina                                                               | Amichevole                                                              | -                                                                       | cap. 65’ 79’                                                            |
| 11-10-2018                                                              | Tampa                                                                   | Stati Uniti                                                             | 2 – 4                                                                   | Colombia                                                                | Amichevole                                                              | 1                                                                       | cap. 76’                                                                |
| 16-10-2018                                                              | Harrison                                                                | Colombia                                                                | 3 – 1                                                                   | Costa Rica                                                              | Amichevole                                                              | -                                                                       | cap. 88’                                                                |
| 22-3-2019                                                               | Yokohama                                                                | Giappone                                                                | 0 – 1                                                                   | Colombia                                                                | Amichevole                                                              | 1                                                                       | cap. 81’                                                                |
| 26-3-2019                                                               | Seul                                                                    | Corea del Sud                                                           | 2 – 1                                                                   | Colombia                                                                | Amichevole                                                              | -                                                                       | 61’ 89’                                                                 |
| 4-6-2019                                                                | Bogotà                                                                  | Colombia                                                                | 3 – 0                                                                   | Panama                                                                  | Amichevole                                                              | 1                                                                       | cap. 46’                                                                |
| 9-6-2019                                                                | Lima                                                                    | Perù                                                                    | 0 – 3                                                                   | Colombia                                                                | Amichevole                                                              | -                                                                       | cap. 46’                                                                |
| 15-6-2019                                                               | Salvador de Bahia                                                       | Argentina                                                               | 0 – 2                                                                   | Colombia                                                                | Coppa America 2019 - 1º turno                                           | -                                                                       | cap. 18’ 81’                                                            |
| 19-6-2019                                                               | San Paolo                                                               | Colombia                                                                | 1 – 0                                                                   | Qatar                                                                   | Coppa America 2019 - 1º turno                                           | -                                                                       | 64’                                                                     |
| 23-6-2019                                                               | Salvador de Bahia                                                       | Colombia                                                                | 1 – 0                                                                   | Paraguay                                                                | Coppa America 2019 - 1º turno                                           | -                                                                       | cap. 66’                                                                |
| 29-6-2019                                                               | San Paolo                                                               | Colombia                                                                | 0 – 0 (4 – 5 dtr)                                                       | Cile                                                                    | Coppa America 2019 - Quarti di finale                                   | -                                                                       | cap. 77’                                                                |
| 9-10-2020                                                               | Barranquilla                                                            | Colombia                                                                | 3 – 0                                                                   | Venezuela                                                               | Qual. Mondiali 2022                                                     | -                                                                       | 74’                                                                     |
| 13-10-2020                                                              | Santiago del Cile                                                       | Cile                                                                    | 2 – 2                                                                   | Colombia                                                                | Qual. Mondiali 2022                                                     | 1                                                                       | 71’                                                                     |
| 2-9-2021                                                                | La Paz                                                                  | Bolivia                                                                 | 1 – 1                                                                   | Colombia                                                                | Qual. Mondiali 2022                                                     | -                                                                       | 90’                                                                     |
| 5-9-2021                                                                | Asunción                                                                | Paraguay                                                                | 1 – 1                                                                   | Colombia                                                                | Qual. Mondiali 2022                                                     | -                                                                       | 62’                                                                     |
| 9-9-2021                                                                | Barranquilla                                                            | Colombia                                                                | 3 – 1                                                                   | Cile                                                                    | Qual. Mondiali 2022                                                     | -                                                                       | 78’                                                                     |
| 7-10-2021                                                               | Montevideo                                                              | Uruguay                                                                 | 0 – 0                                                                   | Colombia                                                                | Qual. Mondiali 2022                                                     | -                                                                       |                                                                         |
| 10-10-2021                                                              | Barranquilla                                                            | Colombia                                                                | 0 – 0                                                                   | Brasile                                                                 | Qual. Mondiali 2022                                                     | -                                                                       | 72’                                                                     |
| 14-10-2021                                                              | Barranquilla                                                            | Colombia                                                                | 0 – 0                                                                   | Ecuador                                                                 | Qual. Mondiali 2022                                                     | -                                                                       | 59’                                                                     |
| 28-1-2022                                                               | Barranquilla                                                            | Colombia                                                                | 0 – 1                                                                   | Perù                                                                    | Qual. Mondiali 2022                                                     | -                                                                       | cap. 66’                                                                |
| 1-2-2022                                                                | Córdoba                                                                 | Argentina                                                               | 1 – 0                                                                   | Colombia                                                                | Qual. Mondiali 2022                                                     | -                                                                       | 75’                                                                     |
| 25-9-2022                                                               | Harrison                                                                | Colombia                                                                | 4 – 1                                                                   | Guatemala                                                               | Amichevole                                                              | -                                                                       | 46’                                                                     |
| 28-9-2022                                                               | Santa Clara                                                             | Messico                                                                 | 2 – 3                                                                   | Colombia                                                                | Amichevole                                                              | -                                                                       | 46’                                                                     |
| 20-11-2022                                                              | Fort Lauderdale                                                         | Colombia                                                                | 2 – 0                                                                   | Paraguay                                                                | Amichevole                                                              | 1                                                                       | 75’                                                                     |
| 24-3-2023                                                               | Ulsan                                                                   | Corea del Sud                                                           | 2 – 2                                                                   | Colombia                                                                | Amichevole                                                              | -                                                                       | 84’                                                                     |
| 28-3-2023                                                               | Ōsaka                                                                   | Giappone                                                                | 1 – 2                                                                   | Colombia                                                                | Amichevole                                                              | -                                                                       | 73’                                                                     |
| Totale                                                                  |                                                                         | Presenze (5º posto)                                                     | 104                                                                     |                                                                         | Reti (1º posto)                                                         | 36                                                                      |                                                                         |

| Cronologia completa delle presenze e delle reti in nazionale (partite non ufficiali) ― Colombia | Cronologia completa delle presenze e delle reti in nazionale (partite non ufficiali) ― Colombia | Cronologia completa delle presenze e delle reti in nazionale (partite non ufficiali) ― Colombia | Cronologia completa delle presenze e delle reti in nazionale (partite non ufficiali) ― Colombia | Cronologia completa delle presenze e delle reti in nazionale (partite non ufficiali) ― Colombia | Cronologia completa delle presenze e delle reti in nazionale (partite non ufficiali) ― Colombia | Cronologia completa delle presenze e delle reti in nazionale (partite non ufficiali) ― Colombia | Cronologia completa delle presenze e delle reti in nazionale (partite non ufficiali) ― Colombia |
| Data                                                                                            | Città                                                                                           | In casa                                                                                         | Risultato                                                                                       | Ospiti                                                                                          | Competizione                                                                                    | Reti                                                                                            | Note                                                                                            |
| ----------------------------------------------------------------------------------------------- | ----------------------------------------------------------------------------------------------- | ----------------------------------------------------------------------------------------------- | ----------------------------------------------------------------------------------------------- | ----------------------------------------------------------------------------------------------- | ----------------------------------------------------------------------------------------------- | ----------------------------------------------------------------------------------------------- | ----------------------------------------------------------------------------------------------- |
| 25-6-2011                                                                                       | Medellín                                                                                        | Colombia                                                                                        | 2 – 0                                                                                           | Senegal                                                                                         | Amichevole                                                                                      | -                                                                                               | 64’                                                                                             |
| Totale                                                                                          |                                                                                                 | Presenze                                                                                        | 1                                                                                               |                                                                                                 | Reti                                                                                            | 0                                                                                               |                                                                                                 |

### Record
- È il primatista di reti (22) con la maglia del Porto nelle competizioni calcistiche europee.
- Detiene, assieme a Luigi Sartor e Marko Marin, il primato per aver conquistato la UEFA Europa League per due stagioni consecutive con due maglie diverse (Porto nel 2010-2011 e Atlético Madrid nel 2011-2012).[82]
- Unico calciatore ad essere diventato capocannoniere della UEFA Europa League con due squadre differenti (Porto e Atlético Madrid) e per due anni consecutivi (2010-2011 e 2011-2012).
- È il terzo marcatore di tutti i tempi della UEFA Europa League con 31 centri.
- Unico calciatore dell'Atlético Madrid ad aver segnato più di 4 gol (5) in una partita ufficiale.
- È il miglior marcatore della nazionale colombiana con 36 reti.

## Palmarès

### Club

#### Competizioni nazionali
- Campionato argentino: 1

River Plate: Clausura 2008
- Supercoppa di Portogallo: 3

Porto: 2009, 2010, 2011
- Coppa del Portogallo: 2

Porto: 2009-2010, 2010-2011
- Campionato portoghese: 1

Porto: 2010-2011
- Coppa di Spagna: 1

Atlético Madrid: 2012-2013
- Campionato francese: 1

Monaco: 2016-2017

#### Competizioni internazionali
- UEFA Europa League: 2

Porto: 2010-2011
Atlético Madrid: 2011-2012
- Supercoppa UEFA: 1

Atlético Madrid: 2012

### Nazionale
- Campionato sudamericano Under-20: 1

2005

### Individuale
- Equipo Ideal de América: 1

2007
- Capocannoniere della Taça de Portugal: 1

2009-2010 (5 gol)
- Bola de Ouro: 1

2010-2011
- Capocannoniere dell'Europa League: 2 (record condiviso con Jupp Heynckes, Darko Kovačević e Aritz Aduriz)

2010-2011 (17 gol), 2011-2012 (12 gol)
- Insignito dell'Orden de Boyacá dal Congresso di Colombia

2011
- Miglior giocatore della Supercoppa UEFA: 1

2012
- Best Player of the Year Globe Soccer Awards: 1

2012
- FIFA/FIFPro World XI: 1

2012
- Capocannoniere della Coupe de la Ligue: 1

2017-2018 (3 reti)